# Куликов, Пётр Моисеевич
Пётр Моисеевич Куликов (род. 4 марта 1952 года, с. Талы, Воронежская область, СССР) — кандидат экономических наук, профессор. Заместитель Министра образования и науки, молодёжи и спорта Украины (с 14 января 2009 по 24 декабря 2010; с 24 декабря 2010 по 30 мая 2011; с 30 мая 2011). Ректор Киевского национального университета строительства и архитектуры (с 2012). Почётный доктор (англ. Doctor Honoris Causа) Одесской национальной юридической академии (с 24 апреля 2009 года).

## Биография
Родился 4 марта 1952 года в с. Талы. В 1969—1971 годах учился в техническом училище № 53 г. Северодонецка, по окончании год проработал на Северодонецком химическом комбинате, откуда ушёл в армию (1972—1974). В 1974—1979 годах учился в Киевском инженерно-строительном институте.
В 1979—1991 годах работал по направлению мастером, прорабом, начальником участка, главным инженером строительного управления № 2, начальником строительного управления треста Киевгорстрой № 1 и домостроительного комбината № 4 Главкиевгорстроя. В 1991—1993 годах работал на должностях заместителя проректора, директора ПО «Прогресс» Киевского политехнического института. В 1982 году избран депутатом Киевского городского совета.
С 1993 по 2013 годы работал в Министерстве образования и науки Украины на руководящих должностях, в том числе был замминистра образования Украины.

## Семья
Женат. Есть двое сыновей.

## Публикации
- П. М. Куликов. Эффективное управление финансовыми ресурсами отрасли образования и науки: [монография]; Донецк. нац. ун-т, Каф. экон. кибернетики. — Донецк : Юго-Восток, 2009. — 198 с. : ил. — ISBN 978-966-374-473-5 : 24.00 р.[4].
- П. М. Куліков. Економіко-математичне моделювання фінансового стану підприємства [Текст] : навч. посіб. для студ. вищ. навч. закл. / П. М. Куліков, Г. А. Іващенко ; Харк. нац. екон. ун-т. — Х. : ІНЖЕК, 2009. — 152 с. — ISBN 978-966-392-247-8
- Діагностика стану підприємства [Текст] : навч. посіб. / Куліков П. М., Попов О. Є., Котов А. М. ; Харк. нац. екон. ун-т. — Х. : Вид-во ХНЕУ, 2011. — 228 с. — Бібліогр.: с. 195—198. — ISBN 978-966-676-470-9 : 71.00 р.
- П. М. Куликов. Моделирование управления финансово-хозяйственной деятельностью в государственной системе образования : Дис. канд. экон. наук: 08.03.02 / Донецкий национальный ун-т. — Донецк, 2004. — 178 л.
- Н. М. Внукова, П. М. Куліков, В. А. Череватенко. Ощадна справа [Текст] : навч. посіб. — Х. : Компанія СМІТ, 2005. — 480 с. — Бібліогр.: с. 455—469. — ISBN 966-8530-45-4.

## Награды
- Лауреат Государственной премии Украины в области науки и техники
- Заслуженный работник образования Украины
- Орден «За заслуги» III степени (2011)[5]
- Орден «За заслуги» II степени (2018)[6]
- Орден «За заслуги» I степени (2020)[7]
- Орден князя Ярослава Мудрого V степени (2024)[8]